# ABC News (Hoa Kỳ)
ABC News (American Broadcasting Company) là bộ phận đưa tin tức của American Broadcasting Company (ABC), trực thuộc Walt Disney Television. Chương trình hàng đầu của nó là bản tin buổi tối hàng ngày ABC World News Tonight với David Muir; các chương trình khác bao gồm chương trình trò chuyện thời sự buổi sáng Good Morning America, Nightline, Primetime, và 20/20, và chương trình các vấn đề chính trị sáng Chủ nhật Tuần này với George Stephanopoulos.
Ngoài các chương trình truyền hình, ABC News còn có các cửa hàng phát thanh và kỹ thuật số, bao gồm ABC News Radio và ABC News Live, cùng với các podcast khác nhau do các nhân vật của ABC News dẫn chương trình.